# Epic Card Game
Epic Card Game — це стратегічна карткова гра, створена компанією Wise Wizard Games, творцями Star Realms. Він був випущений у 2015 році після успішної краудфандингової кампанії на Kickstarter.
В Epic можна грати з двома або більше гравцями, які діють як боги в конфлікті, граючи за чемпіонів, які борються проти інших гравців. На відміну від колекційних карткових ігор, кожен набір Epic містить усі карти. У цю гру можна грати як у карткову гру з драфтінгом або із запечатаною колодою, а також можна використовувати попередньо створені колоди.
На початку 2017 року ще одна кампанія Kickstarter була успішно профінансована для версії цифрової відеоігри Epic. Станом на лютий 2020 року додаток доступний безкоштовно.

## Геймплей

Приклад ігрового процесу з цифрового додатка для гри.

Гравці починають з 30 здоров'ям. Якщо це здоров’я стає нульовим, гравець усунув усіх своїх опонентів або гравець збирається взяти картку, але не залишиться жодної, гра закінчується. У хід кожного гравця кожен гравець має одне «золоте» очко. Деякі карти коштують одне золото для гри; інші коштують нуль. Щонайбільше одна золота карта може бути зіграна кожною грою за хід кожного гравця. Розіграні карти можуть бути подіями або чемпіонами. Події викидаються після використання; Чемпіони залишаються в грі, доки не будуть «зламані» (відправлені до купи скидання), вигнані (розміщені на дні колоди цього гравця обличчям вниз) або повернені в руки. Гравці мають багато можливих дій, залежно від комбінації карт, яку вони грають. Ці карти можуть завдати шкоди здоров’ю іншого(-их) гравця(-ів) або їхніх чемпіонських карток у грі, змусити гравця взяти більше карт або повернути карти з купи скидання.
Гра продовжується, доки не буде досягнуто одну з умов завершення, згаданих вище.

## Розширення
Tyrants, перше доповнення до Epic, було випущено в березні 2016 року. Кожна з чотирьох упаковок містить 12 нових карт. Друге доповнення, Epic Uprising, було випущено в грудні 2016 року. Epic Pantheon вийшов у 2018 році.

## Турніри
Чемпіонат світу з Epic 2016 відбувся в листопаді в Массачусетсі. Головний приз склав 25 000 доларів США, а загальна сума призів склала 100 000 доларів США. Чемпіоном став Джон Татіан.
Чемпіонат світу з Epic 2017 відбувся в листопаді в Массачусетсі. Головний приз склав 15 000 доларів США, а загальна сума призів склала 50 000 доларів США. Чемпіоном знову став Джон Татіан.

## Зовнішні посилання
- Офіційний сайт
- Epic Card Game   at BoardGameGeek